# Харпер, Реким
Реким Харпер (англ. Rekeem Harper; родился 8 марта 2000) — английский футболист, полузащитник английского клуба «Ипсвич Таун».

## Клубная карьера
В 12 лет Харпер начал тренироваться в футбольной академии клуба «Вест Бромвич Альбион». Его профессиональный дебют состоялся 12 августа 2017 года, когда он вышел на замену в матче Премьер-лиги против «Борнмута» и стал только вторым игроком в истории этого турнира, родившимся в 2000-е годы (после Эйнджела Гомеса). 31 августа 2017 года подписал с клубом свой первый профессиональный контракт сроком на два года. Сразу после этого он отправился в аренду в «Блэкберн Роверс».
31 августа 2017 года «Блэкберн Роверс» объявил о подписании Харпера на правах аренды до конца сезона 2017/18. 12 сентября 2017 года Харпер дебютировал за «Роверс» в матче против «Сканторп Юнайтед».

## Статистика выступлений
| Клуб                     | Сезон            | Лига             | Лига | Лига | Кубок Англии | Кубок Англии | Кубок лиги | Кубок лиги | Прочие | Прочие | Итого | Итого |
| Клуб                     | Сезон            | Дивизион         | Игры | Голы | Игры         | Голы         | Игры       | Голы       | Игры   | Голы   | Игры  | Голы  |
| ------------------------ | ---------------- | ---------------- | ---- | ---- | ------------ | ------------ | ---------- | ---------- | ------ | ------ | ----- | ----- |
| Вест Бромвич Альбион     | 2017/18          | Премьер-лига     | 1    | 0    | 0            | 0            | 1          | 0          | 3      | 0      | 5     | 0     |
| Блэкберн Роверс (аренда) | 2017/18          | Лига 1           | 1    | 0    | 0            | 0            | —          | —          | 1      | 0      | 2     | 0     |
| Всего за карьеру         | Всего за карьеру | Всего за карьеру | 2    | 0    | 0            | 0            | 1          | 0          | 4      | 0      | 7     | 0     |